# سیتار تن

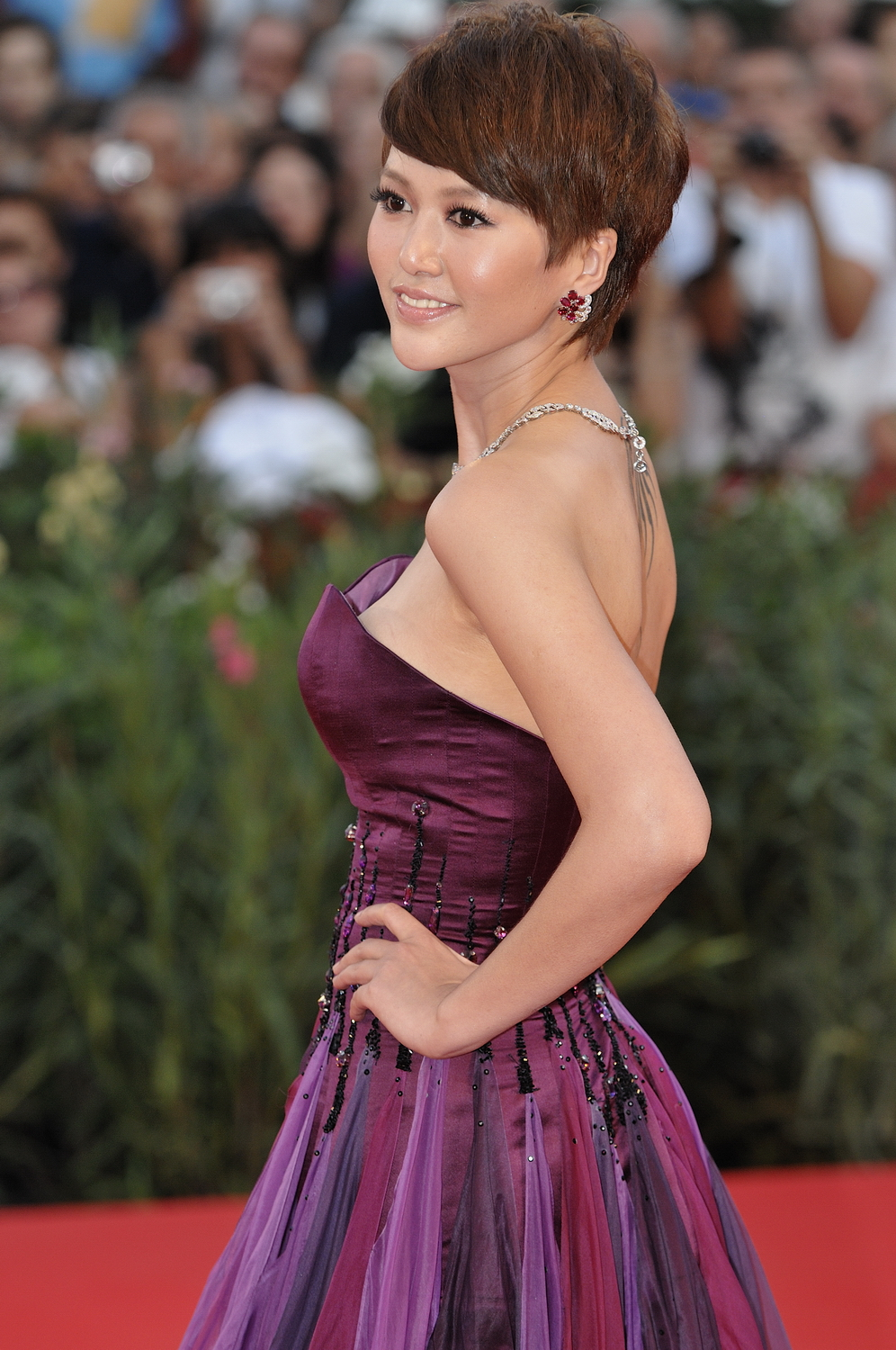
سیتار تن

سیتار تن (انگلیسی: Sitar Tan؛ زادهٔ ۸ اکتبر ۱۹۸۲) خواننده اهل چین است.